# Naturerbe-Zentrum Rügen

Logo

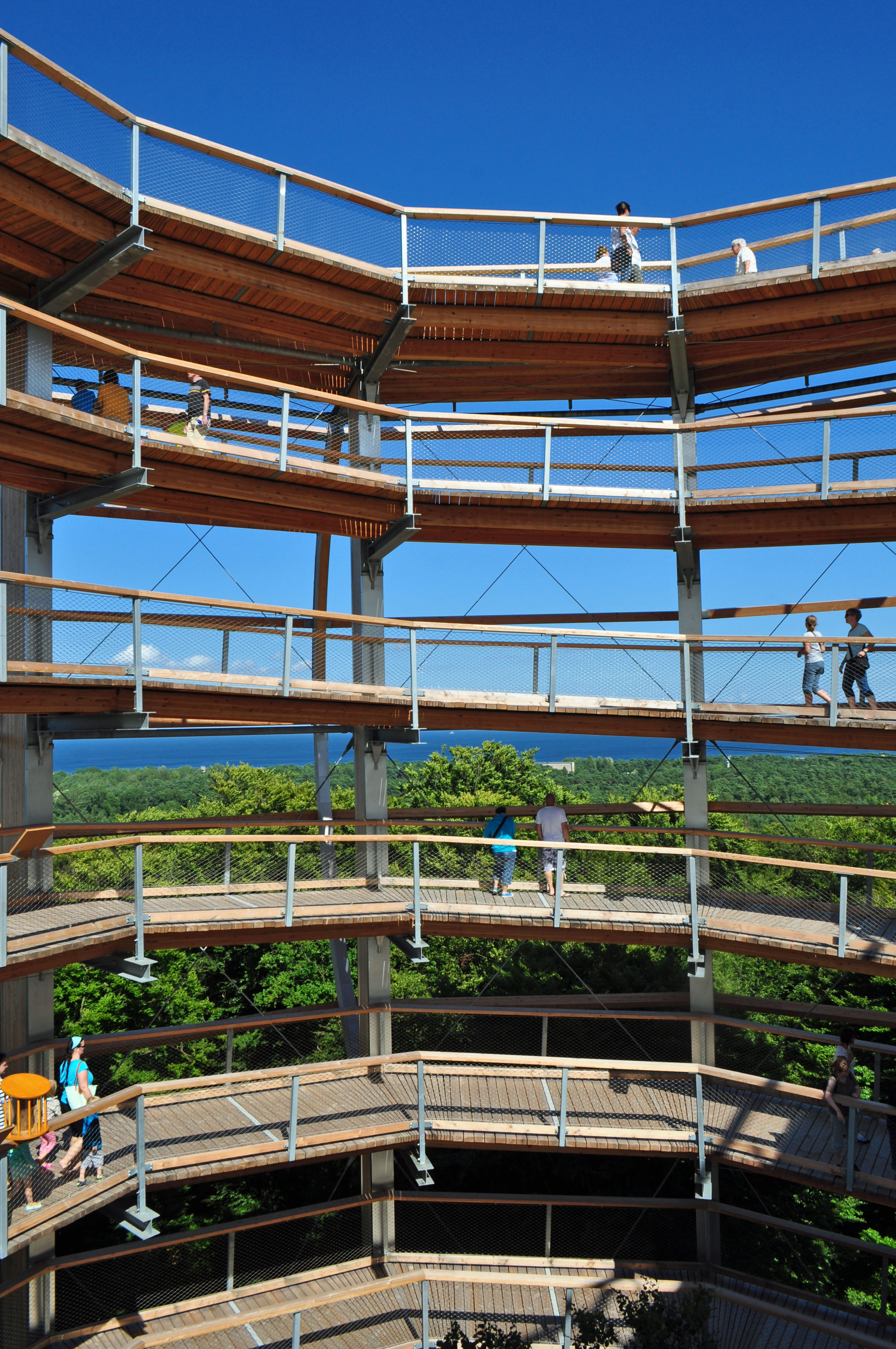
Aussichtsturm (Adlerhorst) des Baumwipfelpfades (2013)

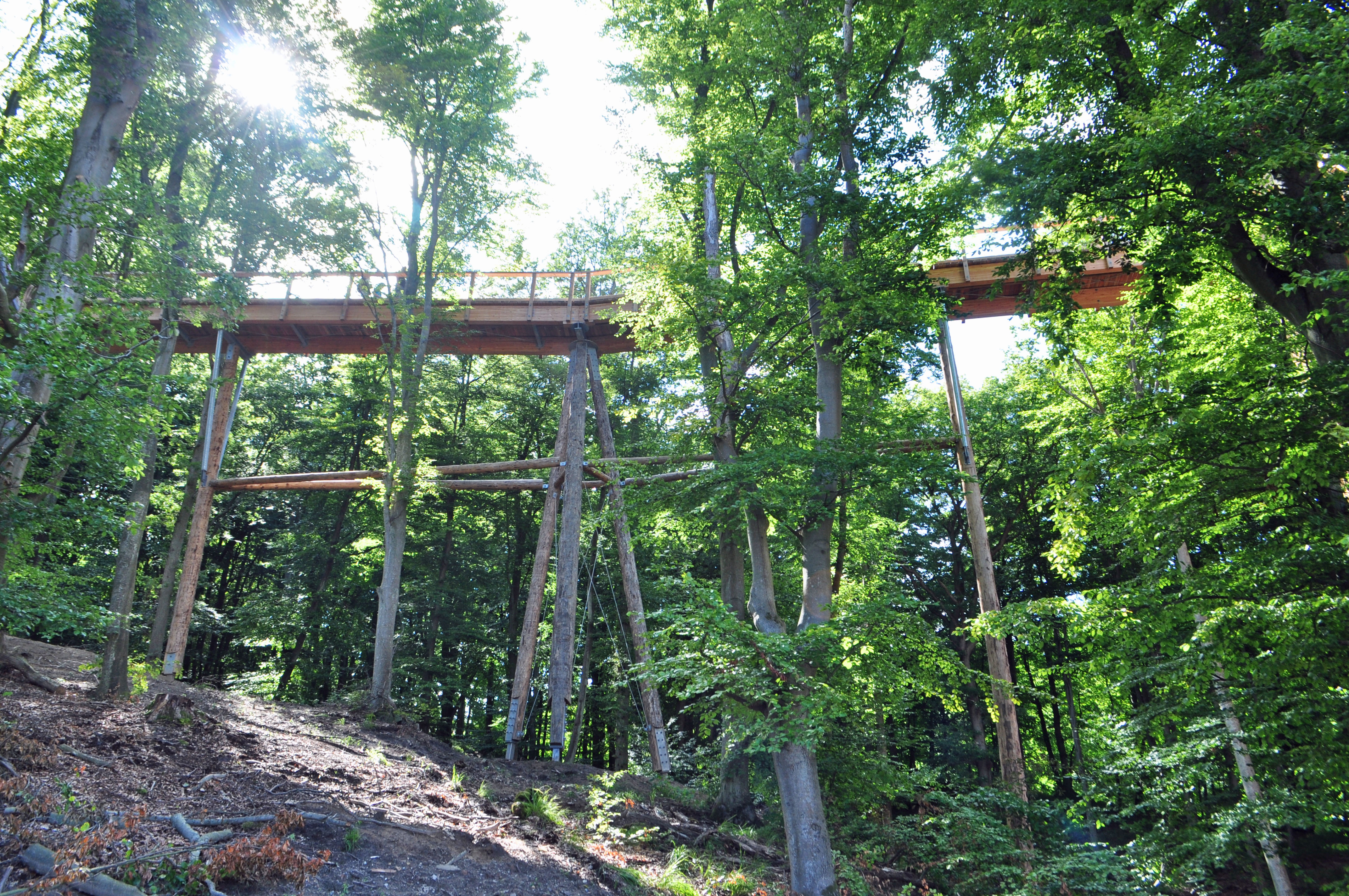
Baumwipfelpfad, 2013

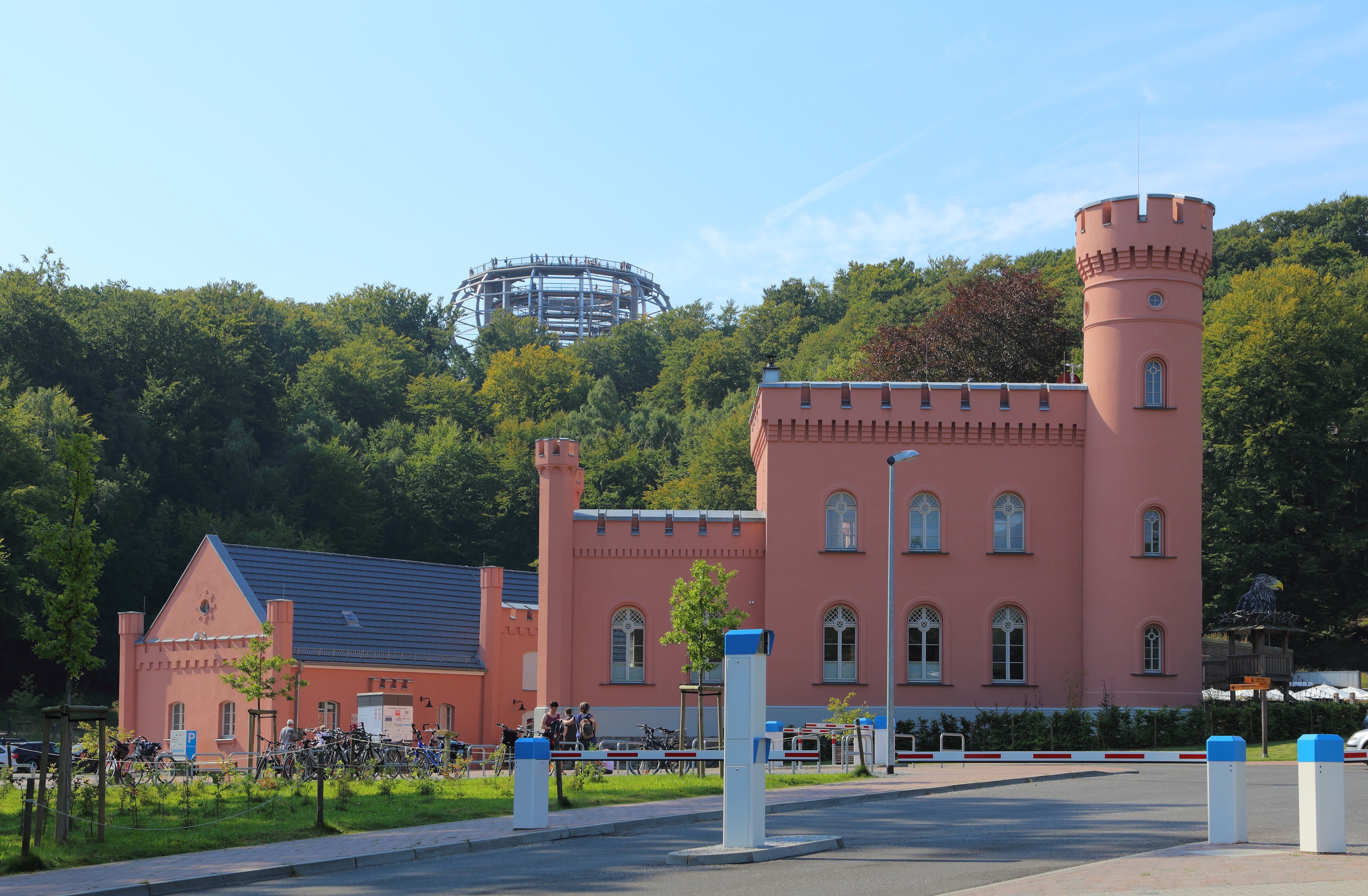
Forsthaus Prora, dahinter der Aussichtsturm Adlerhorst (2015)

Das Naturerbe-Zentrum Rügen ist ein Naturerlebniszentrum in Prora auf Rügen. Es wurde am 15. Juni 2013 eröffnet und bietet einen Baumwipfelpfad mit einem Aussichtsturm sowie Erlebnisausstellungen, Führungen und Informationen zu den umliegenden Ökosystemen.

## Geographische Lage
Das Naturerbe-Zentrum Rügen liegt im Gemeindegebiet von Binz im Landkreis Vorpommern-Rügen (Mecklenburg-Vorpommern) zwischen der Ostseelagune Kleiner Jasmunder Bodden und der Ostseebucht Prorer Wiek, wenige Hundert Meter westlich des Seebades Prora an der von dort südwestwärts nach Karow führenden Landesstraße 293, und breitet sich auf der Nordflanke des Schanzenberges (60 m ü. NHN) aus.
Die angrenzenden Ökosysteme Wald, Offenland und Feuchtgebiete sind als DBU Naturerbe ausgewiesen und werden von der Deutschen Bundesstiftung Umwelt verwaltet.

## Architektur
Das Zentrum wurde nach Plänen des Schönberger Architekten Josef Stöger errichtet.

## Baumwipfelpfad
Ein Baumwipfelpfad führt auf insgesamt 650 Metern Länge auf 4 bis 17 m Höhe über dem Erdboden durch Buchenmischwald und Erlenbrüche. Ein 40 m hoher Aussichtsturm, der einem Adlerhorst nachempfunden ist, steht in der Mitte des Pfades; von seiner Aussichtsplattform auf einer Höhe von 82 m ü. NHN bietet sich der Rundblick über die Baumwipfel, über Teile von Rügen, zum Kleinen Jasmunder Bodden und zur Prorer Wiek. Zusammen mit den 600 m Länge von gewundenem Pfad im Turm hat der Pfad eine Gesamtlänge von 1250 m.

## Ausstellungen
Eine Dauerausstellung zeigt landschaftliche Besonderheiten der Insel Rügen an 17 Stationen und bietet Informationen zur vormaligen militärischen Nutzung Proras und zum DBU Naturerbe. Halbjährlich wechselnde Ausstellungen ergänzen das Angebot.

## Forsthaus Prora
Auf dem Gelände des Naturerlebniszentrums steht das Forsthaus Prora, das wahrscheinlich zwischen 1836 und 1867 geplant und errichtet wurde und Sitz des Försters des Fürsten zu Putbus war. In der DDR wurde es als Sitz der Forstverwaltung genutzt. Bis 1992 hatte es noch Mieter, anschließend verfiel es zusehends. Das Forsthaus wurde 2013 komplett saniert.